# ララモン
ララモンはデジタルモンスターシリーズに登場する架空の生命体・デジタルモンスターの一種。

## 概要
デジモンセイバーズに登場する。アニメの主要人物のパートナーデジモンとしてはパルモン以来二体目の植物型である。ちなみに、漫画版を含めて植物型のパートナーデジモンの究極体は全てロゼモンになっている。
携帯機ではデジモンセイバーズと同時期に展開したデジヴァイスiCで進化形態を含めて初登場。
トゲモンを彷彿とさせる穴で表現された目と口が大きな特徴。頭部が薄いピンク、身体が薄い緑になっており補色となっている。

## 種族としてのララモン
頭頂部に葉っぱのプロペラをもつ植物型デジモン。

### 基本データ
- 世代/成長期
- タイプ/植物型
- 属性/データ
- 必殺技/ナッツシュート
- 得意技/ララスクリュー、シング・ア・ソング

## 登場人物としてのララモン
- デジモンセイバーズ - 声優はゆかな。藤枝淑乃のパートナーデジモンとして第1話から登場。淑乃とはかなり長い付き合いであり、扱いを心得ているためか、大とは違った方向で暴走しがちな彼女を誰よりも信頼し、励ましたりなだめたりツッコミを入れたりする。主戦力の中では敵の動きを封じるなど、補助や援護に回ることが多いが、劇場版ではウィンナーをヌンチャク代わりに暴れ回るなど、単体での戦闘能力もかなり高い。
- デジモンネクスト - オアシスで出会う。サンフラウモンと共にアトラーカブテリモンの元へ旅をしていた。